# Ammophila exsecta
Ammophila exsecta är en biart som beskrevs av Kohl 1906. Ammophila exsecta ingår i släktet Ammophila och familjen grävsteklar. Inga underarter finns listade i Catalogue of Life.